# Enicospilus puncticulatus
Enicospilus puncticulatus är en stekelart som beskrevs av Tang 1990. Enicospilus puncticulatus ingår i släktet Enicospilus och familjen brokparasitsteklar. Inga underarter finns listade i Catalogue of Life.